# Wälzführung
Eine Wälzführung ist eine technische Führung, bei der Wälzkörper zur Verringerung der Reibung zwischen den verschiedenen Komponenten bzw. Führungselementen verwendet werden. Als Vorbild für die ersten Wälzführungen diente das Wälzlager.
Unter Wälzführungen versteht man ganz allgemein alle Arten von Linearführungen, z. B. Wellenführungen oder Schienenführungen, bei denen Wälzkörper zum Einsatz kommen. Diese werden optional (je nach Variante der Führung) von einem Wälzkörperkäfig (Kugel- oder Rollenkette) gehalten.
Bei den Wälzschienenführungen können Profilschienenführung, Teleskopschienenführung und Käfigschienenführung unterschieden werden.

## DIN-Bezeichnung: Linear-Wälzlager
In der Liste der DIN Normen finden sich unter den Normen DIN 636 und DIN 644 Linear-Wälzlager, wozu nach DIN Definition nicht nur die Linearkugellager zählen, sondern auch
1. Profilschienen-Kugelführungen = Profilschienenführungen sowie
2. Linearführungen ohne Wälzkörperumlauf = Käfigschienenführungen.

Die Benennung nach DIN entspricht allerdings nicht den am Markt üblichen Bezeichnungen. Marktüblich ist z. B. die Bezeichnung Linearkugellager, im älteren Sprachgebrauch auch Kugelbüchse genannt.

## Technische Parameter
Abmessungen und Toleranzen, z. B. die Form- und Lagegenauigkeit einer Führung, die in der Konstruktions- bzw. Montagezeichnung definiert werden und von verschiedenen Fertigungs- und Montageparametern abhängen, spielen eine erhebliche Rolle bezüglich der Genauigkeit und Qualität einer Führung.
Weitere wichtige Parameter bei der Auslegung einer Führung sind deren Vorspannung (Spiel (Technik)), statische Tragzahl C0, dynamische Tragzahl C, die tatsächliche Lasten und deren Lastrichtungen sowie die aus diesen Parametern berechenbare Lebensdauer, die entweder in Hüben, Doppelhüben, Kilometern oder auch Stunden ausgedrückt werden kann.